# 감강찬
감강찬(영어: Alex Kang-chan Kam, 1995년 5월 23일~)은 대한민국의 피겨스케이팅 선수로, 종목은 페어이다.
1세 아래의 동생 감강인도 피겨스케이팅 선수며, 종목은 아이스댄스다.